# Palazzo Chávarri
Il palazzo Chávarri  (Txabarri jauregia in lingua basca) è un edificio storico di Bilbao in Spagna.

## Storia
Il palazzo venne eretto costruito nel 1894 dall'architetto Atanasio de Anduiza su progetto del 1889 dell'architetto belga Paul Hankar per l'imprenditore basco Víctor Chávarri. Dal 1943 è sede del governo civile della provincia basca di Biscaglia.
Nel momento in cui assunse la sua funzione pubblica (1943-1947),  ha subito diversi rimaneggiamenti, ad opera dell'architetto Eugenio María de Aginaga. Nel 1995 è stato dichiarato Bene di interesse culturale. 

## Descrizione
Si trova nel centro della città, affacciato su piazza Moyua, tra la Gran Vía e la via Elcano, di fianco al Edificio La Aurora.
L'edificio, in stile eclettico, comprende un zoccolo, un piano inferiore e tre piani superiori con ulteriore piano mansardato. Il rivestimento esterno è costituito da filari policromi e presenta decorazioni in stucco e in ferro battuto. Nei suoi tre piani si aprono in modo asimmetrico finestre, balconi e sporgenze finestrate, o abbaini di diversa forma per il piano mansardato. 
L'interno ha alcuni saloni decorati dal pittore José Echenagusia Errazquin.